# Hermine Kittel

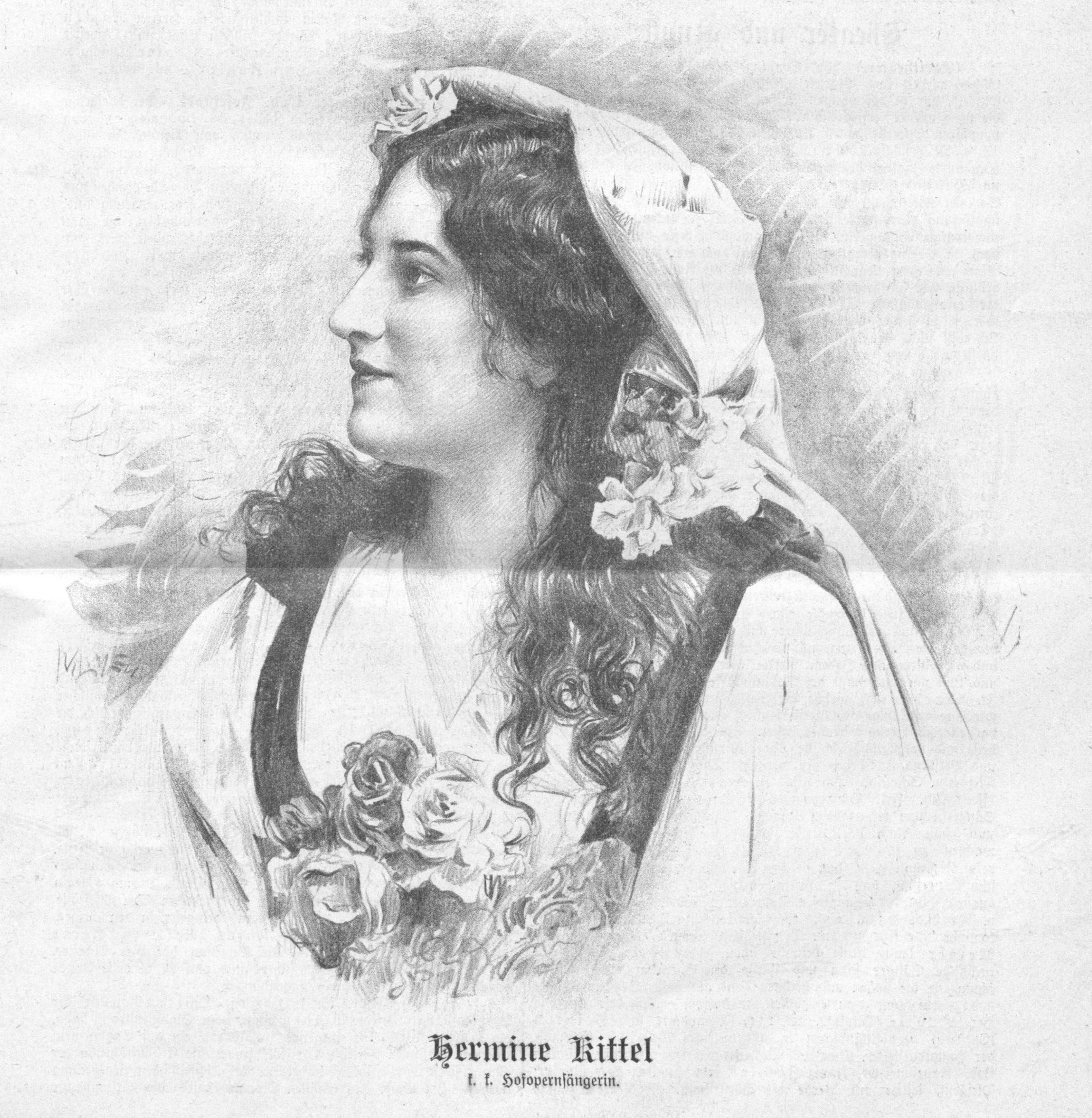
Hermine Kittel, 1902

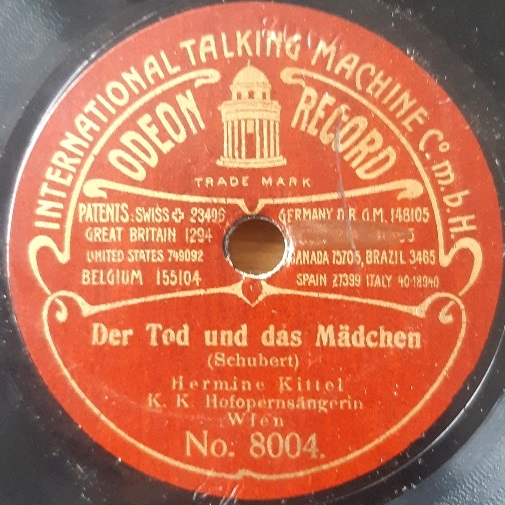
Schallplatte von Hermine Kittel (Wien 1904)

Hermine Kittel, verheiratete Hermine Haydter, (2. Dezember 1879 in Wien – 7. April 1948 ebenda) war eine österreichische Theaterschauspielerin, Opernsängerin (Alt) und Gesangspädagogin.

## Leben
Kittel begann ihre Bühnenlaufbahn 1897 in Laibach als Schauspielerin. Hier wurde man auf ihre Stimme bei einer Aufführung von Karl Millöckers Operette Die sieben Schwaben aufmerksam. Kurz danach wurde sie als Sängerin ans Theater Graz engagiert. Ihre stimmliche Ausbildung übernahm Amalie Materna in Wien. Danach war sie von 1899 bis 1900 am Theater Graz beschäftigt, ehe sie im letztgenannten Jahr an die Wiener Hofoper (später: Wiener Staatsoper) ging, um dort bis zu ihrem Karriereende 1931 zu bleiben. Danach war sie als Gesangslehrerin tätig.
1936 spielte sie auf der Bühne der Wiener Staatsoper die „Gräfin Palmatica“ im Bettelstudent von Millöcker. Im Zeitraum von 22. September 1901 bis 30. Juni 1936 verzeichnet die Wiener Staatsoper 1482 Auftritte.
Bekannt wurde sie vor allem durch ihre Wagnerpartien, so war sie unter anderem als Brangäne in der Neuinszenierung von Tristan und Isolde unter dem Dirigat von Gustav Mahler zu sehen und hören. 1902 und 1908 wirkte sie auch bei den Bayreuther Festspielen mit, 1922 wirkte sie in einer der ersten Opernaufführungen der Salzburger Festspiele mit (Le nozze di Figaro).
Verheiratet war sie mit Alexander Haydter, ebenfalls ein Opernsänger. Ihr Bruder war der Dirigent Karl Kittel.
Hermine Kittel hinterließ zahlreiche Platten der Firmen G&T (Wien 1903–07), Odeon (Wien 1904) und Gramophone (Wien 1909–11), außerdem eine Pathé-Walze (Wien 1905).

## Filmografie
- 1941: Aufruhr im Damenstift